# ダブルバスターズ
ダブルバスターズはKBCラジオのラジオ番組。
中島浩二と秋山仁志がパーソナリティを務めた夜ワイド番組で、放送時間は月曜 - 金曜 21:00 - 24:30。プロ野球ナイターシーズンはKBCジャンボナイター終了後に番組を開始した。
1996年4月 - 1997年3月まで放送。
中島浩二は当番組の終了を機に若者向けの夜ワイド番組を降板。土曜昼の時間帯に番組を担当する事になり、秋山は平日夜ワイド番組『ゴリソン』のパーソナリティを務めた。
当番組の終了と同時に、KBCは放送枠が空いた平日深夜24時台に『「Come on FUNKY Lips! 』（文化放送）の同時ネットを開始した。

## タイムテーブル
- 21:00　オープニング
- 21:15　人間喜怒哀楽夢
- 21:25　リクエスト モード
- 21:50　独占!! Jリーグエキスプレス（ニッポン放送 制作）
- 22:00　スクール・バスターズ 学校のウワサ
- 22:30　Mail Box
- 22:40　メール・バスターズ
- 22:50　ローソン ミュージックアクション（ニッポン放送 制作）
- 23:00　ギャグBox劇場
- 23:25　エリア ニュース
- 23:30　コーク・ティーンズ・クラブ
- 24:00　朝日新聞ニュース、天気予報
- 24:05　企画大賞コーナー
- 24:15　今日のモモコ
- 24:25　エンディング

## KBCラジオ夜番組の変遷
- カプセルマガジン第1期（1982年～1983年4月）
- PAO〜N ぼくらラジオ異星人（1983年5月30日～1990年4月7日）
- ナイトスロープ3P → 中島浩二アワー THE3P（1990年4月10日～1996年4月）
- ダブルバスターズ
- ゴリソン（1997年4月～1999年9月）
- おタコプーアワー・おタコのクセに!（1999年10月～2002年3月）
- ミミトモ!（2002年4月～2003年9月）
- JK SPANKY RADIO（2003年10月～2005年3月）
- カプセルマガジン第2期（2005年4月～2007年3月）
- ベロベロバー（2008年3月31日～2010年10月1日）
- ベロキュー（2010年10月4日〜2015年9月25日）

| KBCラジオ 平日夜ワイド枠                                         | KBCラジオ 平日夜ワイド枠 | KBCラジオ 平日夜ワイド枠          |
| 前番組                                                           | 番組名                   | 次番組                            |
| ---------------------------------------------------------------- | ------------------------ | --------------------------------- |
| ナイトスロープ3P → 中島浩二アワー THE3P （1990年4月～1996年3月） | ダブルバスターズ         | ゴリソン （1997年4月～1999年9月） |